# Wagner Diniz
Wagner Diniz Gomes de Araújo, più noto semplicemente come Wagner Diniz (Maceió, 21 settembre 1983), è un ex calciatore brasiliano, di ruolo difensore.

## Caratteristiche tecniche
È un terzino.

## Carriera
Inizia a giocare nel Clube de Regatas Brasil, squadra della sua città natale nello Stato di Alagoas.
Nel 2004 passa al Treze Futebol Clube di Campina Grande e con questa maglia conquista il campionato statale nel 2005 (Campionato Paraibano). Le sue prestazioni in campionato e nella Coppa del Brasile 2005, dove il Treze arriva sino ai quarti di finale venendo eliminato solo ai rigori dal Fluminense dopo aver superato formazioni più quotate come il São Caetano e il Coritiba, suscitano l'interesse del Vasco da Gama di Rio de Janeiro che gli offre un contratto. Rimane nel club carioca sino al 2008 quando il Vasco retrocede nel Campeonato Brasileiro Série B.
Nel 2009 il suo cartellino è acquistato dal San Paolo tuttavia gioca poche partite con la squadra paulista prima di essere ceduto in prestito al Santos. Nella stagione 2010 viene mandato in prestito all'Atlético Paranaense poco prima dell'inizio del Brasileirão 2010. All'esordio in campionato con la nuova maglia mette a segno una rete nella sconfitta per 2-1 contro il Corinthians.
Nel gennaio 2012 passa all'Itumbiara Esporte Clube, dopo aver disputato il Campionato Goiano cambia ancora squadra firmando un contratto con l'Avaí Futebol Clube militante nel Campeonato Brasileiro Série B.

## Palmarès

### Club

#### Competizioni statali
- Campionato Paraibano: 1

Treze: 2005